# The Love & Sex Tape
The Love & Sex Tape es el segundo EP del cantante colombiano Maluma. Fue lanzado el 10 de junio de 2022 bajo Sony Music Latin, mientras que la edición de lujo se lanzó el 19 de agosto de 2022 con tres canciones adicionales. Fue producida por The Rude Boyz y cuenta con colaboraciones de Jay Wheeler, Lenny Tavárez, Chencho Corleone, Arcángel, De la Ghetto y Feid. El EP incluye 8 canciones en su edición estándar y 11 en la edición de lujo, de los cuales, 5 son los sencillos: «Cositas de la USA»; «Mojando asientos»; «Nos comemos vivos»; «Tsunami»; y «28».

## Portada
En la portada del EP aparece su perro mascota Buda, quien, según Maluma, representa su sombra, considerando que le «ayuda a ser mejor persona» y «ha cambiado su vida».

## Promoción

### Sencillos
«Cositas de la USA» es el primer sencillo publicado el 20 de enero de 2022, en simultáneo con su respectivo videoclip filmado en la ciudad natal del artista, Medellín, por el director Harold Jiménez y la productora Verónica Vélez. La canción fue interpretada en el concierto Medallo en el Mapa en el Estadio Atanasio Girardot, en la mencionada ciudad, el 30 de abril de 2022.
«Mojando asientos» es el segundo sencillo publicado el 24 de marzo de 2022, en colaboración de su compatriota Feid, cuyo videoclip, que fue estrenado en simultáneo, fue dirigido por Maluma, quien debuta como tal, bajo su propia productora Royalty Films y sus codirectores fueron César «Tes» Pimienta y Rayner Alba «PHRAA». Es descrito como «asombroso» y «deja elativamente poco a la imaginación».

«Nos comemos vivos» es el «tumultuosamente tórrido» tercer sencillo publicado el 9 de junio de 2022, un día antes del lanzamiento del EP, en colaboración de Chencho Corleone, exmiembro de Plan B, que fue estrenado junto a un «futurista» videoclip. Según Monitor Latino, esta canción lleva «mucho flow y un sonido que retoma las raíces callejeras de Maluma». Para Rolling Stone, esta y el resto de canciones mencionadas «ofrecen los encantos confiables y románticos disfrutados por los fanáticos de Maluma».
Para el propio Maluma, el cuarto sencillo «Tsunami», una colaboración con Arcángel y De la Ghetto, es un «sueño cumplido» al contar con la participación de dos exponentes que ha de tratar con respeto y formaron un dúo años atrás. Sin embargo, para Rolling Stone «se hace relativamente poco favorable [...] la novedad de reunir a ese dúo seminal de reguetón en el disco [que] ya había desaparecido en gran medida».
«28» fue estrenado como quinto sencillo del EP el 19 de agosto de 2022 en simultáneo con la edición de lujo, «muestra su lado más urbano».

### Otras canciones
«Sexo sin título», es el segundo tema del EP, descrito como «explícito», que prosigue a «Cositas de la USA». Sobre el tema de cierre «Happy Birthday», la revista destaca: «informado y emocionalmente resonante de afrobeats, deja una impresión más fuerte».

## Recepción
Según Billboard, Maluma «se mantiene fiel a su esencia urbana cantando sobre el amor, la lujuria y el desamor, pero lo hace con letras un poco más atrevidas», mientras que para Gary Suárez de Rolling Stone es un «EP provisional» y «demuestra ser algo demasiado seguro para un artista que luce una discografía de una década de profundidad». Otros medios coinciden en describirle como «el más sexual y explícito de su carrera».
Tras el lanzamiento, el artista señaló: «Me hacía falta la esencia de Maluma de mis inicios. Sentí que necesitaba comunicación con la calle, con la gente que disfruta de este ritmo urbano que me caracteriza desde el principio de mi carrera, por eso decidí hacer este álbum. The Love & Sex Tape representa mi dualidad y el sonido urbano de mis inicios traídos a este 2022». Y, al ser cuestionado por los mensajes de esta propuesta, dijo: «En la vida se habla de sexo, de marihuana, de alcohol. Yo no creo que haya que ocultar nada. Es más, lo que se cohíbe es lo que uno más quiere hacer. Quiero que se vuelva cotidiano hablar de estas cosas y que haya toda la información posible, así los jóvenes podrán tomar sus propias decisiones con conocimiento».

## Lista de canciones
| Lista de canciones de The Love & Sex Tape |                                                         | |                                                                           |          |  |
| N.º                                       | Título                                                  | Escritor(es) | Productor(es)                                                             | Duración |  |
| 1.                                        | «Cositas de la USA»                                     | Andrés Uribe Marín Bryan Snaider Lezcano Juan Luis Londoño Arias Justin Quiles Kevin Mauricio Jiménez René Cano | Kevin ADG & Chan el Genio «The Rude Boyz»                                 | 3:09     |  |
| 2.                                        | «Sexo sin título» (junto a Jay Wheeler y Lenny Tavárez) | Giencarlos Rivera Jonathan Rivera José Ángel López Martínez Juan Luis Londoño Arias Julio González Tavares | Kevin ADG & Chan el Genio «The Rude Boyz» Ily Wonder                      | 3:07     |  |
| 3.                                        | «Nos comemos vivos» (junto a Chencho Corleone)          | Andrés Uribe Marín Juan Luis Londoño Arias Kevin Mauricio Jiménez Londoño Lenin Yorney Palacios Orlando Javier Valle Vega René Cano                                                                                   | Kevin ADG & Chan el Genio «The Rude Boyz» Ily Wonder Lexus                | 3:45     |  |
| 4.                                        | «Tsunami» (con Arcángel y De la Ghetto)                 | Bryan Snaider Lezcano Chaverra René Cano Edgar Barrera Andrés Uribe Marín Austin Agustín Santos Juan Luis Londoño Arias Justin Quiles Kevin Mauricio Jiménez Londoño Rafael E. Castillo Torres Rafael E. Pabón Navedo | Kevin ADG & Chan el Genio «The Rude Boyz» Ily Wonder                      | 4:02     |  |
| 5.                                        | «Mojando asientos» (con Feid)                           | Bryan Snaider Lezcano Chaverra Andrés Uribe Marín Juan Luis Londoño Arias Kevin Mauricio Jiménez Londoño Salomón Villada Hoyos                                                                                        | Kevin ADG & Chan el Genio «The Rude Boyz» Ily Wonder                      | 4:12     |  |
| 6.                                        | «La vida es bella»                                      | Bryan Snaider Lezcano Chaverra René Cano | Kevin ADG & Chan el Genio «The Rude Boyz»                                 | 2:39     |  |
| 7.                                        | «Mal de amores»                                         | René Cano Rafael E. Castillo Torres Bryan Snaider Lezcano Chaverra Juan Luis Londoño Arias Kevin Mauricio Jiménez Londoño                                                                                             | Kevin ADG & Chan el Genio «The Rude Boyz» Aeme & Dark Lion «Golden Mindz» | 3:46     |  |
| 8.                                        | «Happy Birthday»                                        | Bryan Snaider Lezcano Edgar Barrera Kevin Mauricio Jiménez Londoño Andrés Uribe Marín Jason Paul Douglas Boyd Juan Luis Londoño Arias                                                                                 | Kevin ADG & Chan el Genio «The Rude Boyz» Ily Wonder                      | 3:18     |  |
| 28:02                                     |                                                         | |                                                                           |          |  |

| Lista de canciones de The Love & Sex Tape (Deluxe Edition) |                                            | |                                                      |          |  |
| N.º                                                        | Título                                     | Escritor(es) | Productor(es)                                        | Duración |  |
| 9.                                                         | «Clito» (con Lenny Tavárez, Dalex y Brray) | Bryan García Quiñones Giencarlos Rivera Jonathan Rivera Juan Luis Londoño Arias Julio González Tavares Pedro David Daleccio Torres | Madmusic                                             | 3:25     |  |
| 10.                                                        | «28»                                       | Bryan Snaider Lezcano Juan Luis Londoño Arias Kevin Mauricio Jiménez                                                               | Kevin ADG & Chan el Genio «The Rude Boyz»            | 3:20     |  |
| 11.                                                        | «Rulay»                                    | Bryan Snaider Lezcano David Escobar Rivera Juan Luis Londoño Arias Kevin Mauricio Jiménez Vicente Barco                            | Kevin ADG & Chan el Genio «The Rude Boyz» Ily Wonder | 2:56     |  |
| 37:44                                                      |                                            | |                                                      |          |  |

## Posicionamiento en listas
| Lista                                | Mejor posición |
| ------------------------------------ | -------------- |
| España (Top 100 Álbumes)             | 36             |
| Estados Unidos (Latin Rhythm Albums) | 12             |
| Estados Unidos (Top Latin Albums)    | 16             |